# 黒部光昭
黒部 光昭（くろべ てるあき、1978年3月6日 - ）は徳島県阿南市出身の元プロサッカー選手。現役時代のポジションはフォワード。元日本代表。現在はJリーグ・徳島ヴォルティスの強化本部長を務める。

## 経歴

### アマチュア時代
小学2年でサッカーを始める。徳島県立徳島商業高等学校時代、全国高校サッカー選手権大会徳島県大会で3年間連続して決勝へ勝ち進んだが全て準優勝だった。Jリーグクラブからのオファーはあったが、福岡大学へ進学。大学サッカー屈指のストライカーとして活躍し、ユニバーシアード（スペイン・マリョルカ大会）の日本代表にも選ばれた。大学では教員免許を取得した。

### 2000年 - 2004年（京都サンガ時代）
大学卒業後、京都パープルサンガに入団。
プロ1年目の2000年は三浦知良やへジスの陰に隠れていてゴールを決めることができなかったが、2年目の2001年には背番号9をもらい、この年41試合で日本人として驚異的な30ゴールを決めJ2ゴールランキング2位、日本人ゴールランキング1位に輝いた。
2002年には松井大輔、朴智星らとともに破壊力抜群の攻撃的なサッカーを展開し、3-4-3のフォーメーションのセンターフォワードとしてチームトップ、日本人ゴールランキング3位の13得点をあげた。また天皇杯では5試合で4得点を上げ優勝に貢献。決勝の鹿島アントラーズ戦では決勝点を挙げた。
2003年にはフル代表に初選出されるが怪我などで苦しいシーズンを送り、チームも来季よりJ2へ降格することとなった。
2004年はJ2で戦うことを決意したが、代表から漏れチームもJ1に昇格できず本人も9得点と不本意なシーズンを送った。

### 2005年以降
2005年にはフル代表への意欲からJ1クラブへの移籍を望み、FW大久保嘉人が退団したセレッソ大阪へ期限付き移籍。7月24日に徳島にフットサル場「シーサイドフットサル徳島」をオープン、現役Jリーガー初のオーナー経営者となる。9月3日には地元の小学生のサッカーチームを集めて「第一回 クロベカップ少年サッカー大会」を開催。
2006年は浦和レッズへ期限付き移籍したが、その年にリーグ得点王となったワシントンとポジションを争う形となり、出場機会に恵まれなかった。なお、この年に行われたさいたまシティカップの対バイエルン・ミュンヘン戦で決勝点となるゴールを決めている。
2007年にジェフユナイテッド千葉へ完全移籍。
2008年はアビスパ福岡に完全移籍し2シーズンプレー。
2009年シーズンオフにJリーグ合同トライアウトを受け、2010年からカターレ富山に完全移籍。チーム最多得点となる8得点をあげた。
2013年シーズン終了後、契約満了により退団、タイ・ディヴィジョン1リーグ・TTMカスタムズFCへ移籍。
2015年3月、現役引退を発表した。

## 引退後
2015年12月、カターレ富山強化部長に就任した。
2020年12月、カターレ富山強化部長を退任した。
2021年1月、名古屋グランパスの強化担当に就任した。
2024年シーズンより、徳島ヴォルティスのクラブアドバイザー就任を発表。

## 所属クラブ
- 1993年 - 1995年 徳島県立徳島商業高等学校
- 1996年 - 1999年 福岡大学
- 2000年 - 2006年  京都パープルサンガ
  - 2005年  セレッソ大阪 (期限付き移籍)
  - 2006年  浦和レッドダイヤモンズ (期限付き移籍)
- 2007年  ジェフユナイテッド市原・千葉
- 2008年 - 2009年  アビスパ福岡
- 2010年 - 2013年  カターレ富山
- 2014年  TTMカスタムズFC

## 個人成績
| 国内大会個人成績 | 国内大会個人成績 | 国内大会個人成績 | 国内大会個人成績 | 国内大会個人成績 | 国内大会個人成績 | 国内大会個人成績 | 国内大会個人成績 | 国内大会個人成績 | 国内大会個人成績 | 国内大会個人成績 | 国内大会個人成績 |
| 年度             | クラブ           | 背番号           | リーグ           | リーグ戦         | リーグ戦         | リーグ杯         | リーグ杯         | オープン杯       | オープン杯       | 期間通算         | 期間通算         |
| 年度             | クラブ           | 背番号           | リーグ           | 出場             | 得点             | 出場             | 得点             | 出場             | 得点             | 出場             | 得点             |
| 日本             | 日本             | 日本             | 日本             | リーグ戦         | リーグ戦         | リーグ杯         | リーグ杯         | 天皇杯           | 天皇杯           | 期間通算         | 期間通算         |
| ---------------- | ---------------- | ---------------- | ---------------- | ---------------- | ---------------- | ---------------- | ---------------- | ---------------- | ---------------- | ---------------- | ---------------- |
| 1997             | 福岡大           | 10               | -                | -                | -                | -                | -                | 2                | 2                | 2                | 2                |
| 1999             | 福岡大           | 10               | -                | -                | -                | -                | -                | 2                | 1                | 2                | 1                |
| 2000             | 京都             | 16               | J1               | 12               | 0                | 5                | 1                | 1                | 0                | 18               | 1                |
| 2001             | 京都             | 9                | J2               | 41               | 30               | 2                | 0                | 0                | 0                | 43               | 30               |
| 2002             | 京都             | 9                | J1               | 27               | 13               | 6                | 1                | 5                | 4                | 38               | 18               |
| 2003             | 京都             | 9                | J1               | 23               | 10               | 1                | 2                | 1                | 0                | 25               | 12               |
| 2004             | 京都             | 9                | J2               | 35               | 9                | -                | -                | 1                | 0                | 36               | 9                |
| 2005             | C大阪            | 10               | J1               | 32               | 5                | 8                | 0                | 3                | 1                | 43               | 6                |
| 2006             | 浦和             | 12               | J1               | 9                | 0                | 4                | 0                | 1                | 0                | 14               | 0                |
| 2007             | 千葉             | 9                | J1               | 11               | 0                | 5                | 1                | 0                | 0                | 16               | 1                |
| 2008             | 福岡             | 9                | J2               | 23               | 1                | -                | -                | 1                | 0                | 24               | 1                |
| 2009             | 福岡             | 9                | J2               | 32               | 3                | -                | -                | 2                | 1                | 34               | 4                |
| 2010             | 富山             | 9                | J2               | 27               | 8                | -                | -                | 1                | 0                | 28               | 8                |
| 2011             | 富山             | 9                | J2               | 30               | 9                | -                | -                | 1                | 1                | 31               | 10               |
| 2012             | 富山             | 9                | J2               | 29               | 5                | -                | -                | 0                | 0                | 29               | 5                |
| 2013             | 富山             | 9                | J2               | 14               | 0                | -                | -                | 0                | 0                | 14               | 0                |
| タイ             | タイ             | タイ             | タイ             | リーグ戦         | リーグ戦         | リーグ杯         | リーグ杯         | FA杯             | FA杯             | 期間通算         | 期間通算         |
| 2014             | TTM              |                  | Div1             |                  |                  |                  |                  |                  |                  |                  |                  |
| 通算             | 日本             | 日本             | J1               | 114              | 28               | 29               | 5                | 11               | 5                | 154              | 38               |
| 通算             | 日本             | 日本             | J2               | 231              | 65               | 2                | 0                | 6                | 2                | 239              | 67               |
| 通算             | 日本             | 日本             | 他               | -                | -                | -                | -                | 4                | 3                | 4                | 3                |
| 通算             | タイ             | タイ             | Div1             |                  |                  |                  |                  |                  |                  |                  |                  |
| 総通算           | 総通算           | 総通算           | 総通算           | 345              | 93               | 31               | 5                | 21               | 10               | 387              | 108              |

その他の公式戦
- 2003年
  - スーパーカップ 1試合0得点

- J1初出場 - 2000年3月11日 1st 第1節 ジェフユナイテッド市原戦（市原臨海競技場）
- J1初得点 - 2002年3月16日 1st 第3節 サンフレッチェ広島戦（広島ビッグアーチ）
- J2初出場 - 2001年3月10日 第1節 モンテディオ山形戦（京都市西京極総合運動公園陸上競技場兼球技場）
- J2初得点 - 2001年3月17日 第2節 アルビレックス新潟戦（京都市西京極総合運動公園陸上競技場兼球技場）

## 代表歴

### 出場大会など
- 1999年 ユニバーシアード (スペイン・マリョルカ大会)

### 試合数
- 国際Aマッチ 4試合 0得点(2003年 - 2004年)[1]

| 日本代表 | 国際Aマッチ | 国際Aマッチ |
| 年       | 出場        | 得点        |
| -------- | ----------- | ----------- |
| 2003     | 3           | 0           |
| 2004     | 1           | 0           |
| 通算     | 4           | 0           |

### 出場
| No. | 開催日         | 開催都市 | スタジアム                       | 対戦相手   | 結果 | 監督   | 大会                   |
| --- | -------------- | -------- | -------------------------------- | ---------- | ---- | ------ | ---------------------- |
| 1.  | 2003年03月28日 | 東京都   | 国立霞ヶ丘競技場陸上競技場       | ウルグアイ | △2-2 | ジーコ | 国際親善試合           |
| 2.  | 2003年09月10日 | 新潟県   | 新潟スタジアム                   | セネガル   | ●0-1 | ジーコ | キリンチャレンジカップ |
| 3.  | 2003年12月10日 | 神奈川県 | 横浜国際総合競技場               | 韓国       | △0-0 | ジーコ | 東アジア選手権         |
| 4.  | 2004年02月07日 | 茨城県   | 茨城県立カシマサッカースタジアム | マレーシア | ○4-0 | ジーコ | キリンチャレンジカップ |

## 指導歴・職歴
- 2016年 - 2020年 カターレ富山 強化部長
- 2021年 - 2023年 名古屋グランパス 強化部長補佐
- 2024年 - 徳島ヴォルティス
  - 2024年 - 同年4月 クラブアドバイザー
  - 2024年4月 - 強化本部長

## タイトル

### クラブ
京都パープルサンガ
- 天皇杯 : 1回 (2002年)